# (51,25,12)-Blockplan
Der (51,25,12)-Blockplan ist ein spezieller symmetrischer Blockplan. Um ihn konstruieren zu können, musste dieses kombinatorische Problem gelöst werden: Eine leere 51×51-Matrix wurde so mit Einsen gefüllt, dass jede Zeile der Matrix genau 25 Einsen enthält und je zwei beliebige Zeilen genau 12 Einsen in der gleichen Spalte besitzen (nicht mehr und nicht weniger). Das klingt relativ einfach, ist aber nicht trivial zu lösen. Es gibt nur gewisse Kombinationen von Parametern (wie hier v = 51, k = 25, λ = 12), für die eine solche Konstruktion überhaupt machbar ist. In der Übersicht über die kleinsten symmetrischen Blockpläne sind die kleinsten solcher (v, k, λ) aufgeführt.

## Bezeichnung
Dieser symmetrische 2-(51,25,12)-Blockplan wird Hadamard-Blockplan der Ordnung 13 genannt.

## Eigenschaften
Dieser symmetrische Blockplan hat die Parameter v = 51, k = 25, λ = 12 und damit folgende Eigenschaften:
- Er besteht aus 51 Blöcken und 51 Punkten.
- Jeder Block enthält genau 25 Punkte.
- Je 2 Blöcke schneiden sich in genau 12 Punkten.
- Jeder Punkt liegt auf genau 25 Blöcken.
- Je 2 Punkte sind durch genau 12 Blöcke verbunden.

## Existenz und Charakterisierung
Es existieren mindestens zwei nichtisomorphe 2-(51,25,12) - Blockpläne. Diese Lösungen sind: 
- Lösung 1 (dual zur Lösung 2) mit der Signatur 18·1, 5·2, 4·3, 4·4, 2·6, 2·7, 3·8, 4·9, 2·10, 2·11, 2·14, 2·17, 1·18. Sie enthält 1 Oval der Ordnung 3.
- Lösung 2 (dual zur Lösung 1) mit der Signatur 12·1, 2·2, 2·4, 2·7, 6·8, 2·9, 2·10, 4·11, 2·12, 3·14, 2·15, 6·16, 2·17, 2·19, 2·21. Sie enthält 1 Oval der Ordnung 3.

## Liste der Blöcke
Hier sind alle Blöcke dieses Blockplans aufgelistet; zum Verständnis dieser Liste siehe diese Veranschaulichung
- Lösung 1

```
  1   2   3   5   9  11  12  13  14  17  23  28  29  30  32  34  36  37  38  39  40  44  45  47  48
  1   2   3   7   8  12  14  16  19  20  21  22  25  27  29  30  37  38  40  42  43  45  48  50  51
  1   2   3   6   7   9  10  13  16  17  18  19  23  24  25  27  28  30  33  35  38  39  42  44  50
  4   5   7   8   9  10  12  18  19  20  23  24  25  26  30  31  32  37  38  39  43  44  47  48  51
  1   4   5   7   9  11  13  15  16  18  22  32  35  38  39  40  41  42  43  44  45  46  48  50  51
  3   6   8   9  10  11  13  16  19  26  28  29  30  32  33  34  37  38  41  42  43  46  48  49  51
  2   3   4   5   7  10  13  20  23  26  27  28  31  32  33  35  36  37  40  42  43  45  48  49  50
  2   4   6   8   9  12  13  17  21  23  24  27  30  33  39  40  41  43  45  46  47  48  49  50  51
  1   3   4   5   6   8   9  14  15  16  19  20  21  26  27  28  33  34  35  39  40  43  44  47  48
  3   4   6   7  10  11  12  13  14  15  16  20  21  22  23  27  30  32  35  37  38  39  41  47  49
  1   5   6  10  11  12  14  17  18  19  20  23  25  27  28  35  36  38  40  41  43  46  48  49  51
  1   2   4   8  10  11  12  13  16  22  25  27  28  29  31  33  35  36  37  39  43  44  46  47  51
  1   3   5   6   7   8  10  12  15  17  22  24  26  28  30  35  37  40  42  44  45  46  47  49  51
  1   2   9  10  11  15  19  20  21  22  23  24  26  29  33  35  36  38  39  42  45  47  48  49  51
  5   9  10  13  14  16  17  20  21  22  24  25  26  27  28  29  32  38  43  44  45  46  47  49  50
  2   3   5   6   9  10  12  15  18  21  22  25  26  27  32  33  34  36  37  38  39  40  46  50  51
  1   3   8  11  13  15  18  20  21  23  24  25  28  31  34  37  38  39  40  42  43  46  47  49  50
  3   4   5  11  16  17  19  21  22  23  24  25  26  28  30  34  35  36  37  39  41  43  45  50  51
  2   3   4   6   9  11  14  18  20  22  24  25  27  28  30  31  32  34  35  42  45  46  47  48  51
  2   4   7   9  10  11  14  15  17  19  21  25  30  31  33  34  35  37  38  40  43  44  45  46  49
  2   8   9  10  14  15  16  17  18  20  22  23  26  28  29  30  31  35  37  39  40  41  46  48  50
  2   5  10  12  13  14  15  16  18  19  21  24  27  28  31  34  37  39  41  42  44  45  48  49  51
  1   3   4   7   8  10  11  14  17  18  21  24  26  27  28  29  31  32  33  38  39  40  41  45  51
  3   4   8  13  14  15  17  18  19  22  23  25  26  27  33  36  37  38  41  42  44  45  46  47  48
  2   3   4  11  12  15  16  17  18  19  20  24  26  27  29  30  32  36  39  40  42  43  44  46  49
  4   6   7   9  17  19  20  22  27  28  29  31  34  36  37  38  39  40  41  42  44  47  49  50  51
  2   3   7   8   9  10  11  12  13  14  17  18  20  21  26  34  35  36  41  42  43  44  47  50  51
  1   3   6   7   9  11  12  14  16  20  24  25  26  31  33  36  37  39  41  44  45  46  48  49  50
  1   2   6  12  13  16  17  18  19  20  22  24  26  31  32  33  34  35  37  38  40  41  43  45  47
  1   2   3   4   6   8  10  14  15  16  17  22  23  24  31  32  34  36  38  43  44  48  49  50  51
  4   7  12  13  14  15  16  18  24  25  26  28  29  30  33  34  35  36  38  40  47  48  49  50  51
  1   4   5   6   7  10  13  14  17  18  20  21  22  24  29  30  33  34  36  37  39  42  43  46  48
  3   6   7   8   9  12  13  15  17  18  19  21  22  25  28  29  31  32  35  36  39  43  45  48  49
  1   6   9  13  14  15  21  23  24  25  26  27  29  30  31  32  35  36  37  40  41  42  43  44  51
  3   5   7   9  10  11  12  15  16  17  22  23  24  25  27  29  31  33  34  40  41  42  43  47  48
  1   7  11  12  13  15  17  19  20  21  22  23  26  27  28  30  31  32  33  34  44  46  48  50  51
  1   2   4   6   7  10  12  14  15  19  23  25  26  28  29  32  34  39  41  42  43  45  46  47  50
  1   2   3   4   5   6  10  11  13  18  19  21  22  25  26  29  30  31  40  41  44  47  48  49  50
  1   3   4   5   8   9  10  12  13  15  19  20  24  27  29  30  31  34  35  36  38  41  45  46  50
  1   2   5   7   8   9  11  14  15  18  19  22  24  27  28  30  32  33  36  37  41  43  47  49  50
  5   6   8  10  11  13  14  15  16  17  19  20  25  30  31  32  33  36  39  40  42  45  47  50  51
  2   3   5   6   7  15  16  18  20  21  23  28  29  30  31  33  36  38  41  43  44  45  46  47  51
  2   4   5   6   7   8   9  11  12  13  14  16  19  21  22  23  24  26  28  31  36  38  40  42  46
  1   3   4   5   9  12  14  16  17  18  19  21  23  29  31  32  33  35  37  42  46  47  49  50  51
  1   2   5   7   8  16  17  21  25  26  27  30  31  32  34  35  36  38  39  41  42  46  47  48  49
  5   6   8  11  12  14  18  22  23  26  27  29  30  31  33  34  35  38  39  42  43  44  45  49  50
  1   4   8   9  10  12  16  18  20  21  22  23  25  28  30  32  33  34  36  40  41  42  44  45  49
  1   2   4   5   6   7   8   9  11  13  15  16  17  18  20  23  25  26  27  29  34  37  45  49  51
  6   7   8  10  11  16  18  19  21  23  24  27  29  32  34  35  36  37  40  44  45  46  47  48  50
  2   3   5   7   8  13  14  19  20  22  23  24  25  29  32  33  34  35  39  40  41  44  46  49  51
  2   4   5   6   8  11  12  15  17  20  21  24  25  28  29  32  33  35  37  38  41  42  44  48  50
```

- Lösung 2

```
  1   2   3   5   9  11  12  13  14  17  23  28  29  30  32  34  36  37  38  39  40  44  45  47  48
  1   2   3   7   8  12  14  16  19  20  21  22  25  27  29  30  37  38  40  42  43  45  48  50  51
  1   2   3   6   7   9  10  13  16  17  18  19  23  24  25  27  28  30  33  35  38  39  42  44  50
  4   5   7   8   9  10  12  18  19  20  23  24  25  26  30  31  32  37  38  39  43  44  47  48  51
  1   4   5   7   9  11  13  15  16  18  22  32  35  38  39  40  41  42  43  44  45  46  48  50  51
  3   6   8   9  10  11  13  16  19  26  28  29  30  32  33  34  37  38  41  42  43  46  48  49  51
  2   3   4   5   7  10  13  20  23  26  27  28  31  32  33  35  36  37  40  42  43  45  48  49  50
  2   4   6   8   9  12  13  17  21  23  24  27  30  33  39  40  41  43  45  46  47  48  49  50  51
  1   3   4   5   6   8   9  14  15  16  19  20  21  26  27  28  33  34  35  39  40  43  44  47  48
  3   4   6   7  10  11  12  13  14  15  16  20  21  22  23  27  30  32  35  37  38  39  41  47  49
  1   5   6  10  11  12  14  17  18  19  20  23  25  27  28  35  36  38  40  41  43  46  48  49  51
  1   2   4   8  10  11  12  13  16  22  25  27  28  29  31  33  35  36  37  39  43  44  46  47  51
  1   3   5   6   7   8  10  12  15  17  22  24  27  29  31  32  33  34  36  38  39  41  43  48  50
  1   2   9  10  11  15  19  20  21  22  23  24  27  28  30  31  32  34  37  40  41  43  44  46  50
  5   9  10  13  14  16  17  20  21  22  24  25  30  31  33  34  35  36  37  39  40  41  42  48  51
  2   3   5   6   9  10  12  15  18  21  22  25  28  29  30  31  35  41  42  43  44  45  47  48  49
  1   3   8  11  13  15  18  20  21  23  24  25  26  27  29  30  32  33  35  36  41  44  45  48  51
  3   4   5  11  16  17  19  21  22  23  24  25  27  29  31  32  33  38  40  42  44  46  47  48  49
  2   3   4   6   9  11  14  18  20  22  24  25  26  29  33  36  37  38  39  40  41  43  44  49  50
  2   4   7   9  10  11  14  15  17  19  21  25  26  27  28  29  32  36  39  41  42  47  48  50  51
  2   8   9  10  14  15  16  17  18  20  22  23  27  32  33  34  36  38  42  43  44  45  47  49  51
  2   5  10  12  13  14  15  16  18  19  21  24  26  29  30  32  33  35  36  38  40  43  46  47  50
  1   3   4   7   8  10  11  14  17  18  21  24  30  34  35  36  37  42  43  44  46  47  48  49  50
  3   4   8  13  14  15  17  18  19  22  23  25  28  29  30  31  32  34  35  39  40  43  49  50  51
  2   3   4  11  12  15  16  17  18  19  20  24  28  31  33  34  35  37  38  41  45  47  48  50  51
  4   6   7   9  13  14  15  16  18  21  23  24  25  27  28  29  31  34  36  37  38  43  45  46  48
  2   3   7   8   9  10  11  12  15  16  19  22  23  24  25  26  34  35  36  39  40  45  46  48  49
  1   3   6   7   9  11  12  13  15  17  18  19  21  22  23  26  31  33  36  37  40  42  43  47  51
  1   2   6  12  14  15  21  23  25  26  31  32  33  34  35  37  38  39  42  44  46  48  49  50  51
  1   2   3   4   6   8  10  13  18  19  20  21  25  31  32  34  36  38  39  40  41  42  45  46  47
  4   7  12  17  19  20  21  22  23  26  28  29  30  33  34  35  36  38  39  41  42  43  44  45  46
  1   4   5   6   7  10  15  16  19  23  25  29  30  33  34  36  37  40  41  44  45  47  49  50  51
  3   6   7   8   9  12  14  16  20  23  24  28  29  31  32  35  36  40  41  42  44  46  47  50  51
  1   6   9  16  17  18  19  20  22  26  27  29  30  31  32  35  36  37  39  45  46  47  48  49  50
  3   5   7   9  10  11  12  13  14  18  19  20  21  27  29  31  33  34  39  44  45  46  49  50  51
  1   7  11  12  14  16  18  24  25  26  27  28  30  31  32  33  34  39  40  41  42  43  45  47  49
  1   2   4   6   7  10  12  13  16  17  18  20  21  22  24  26  28  29  32  34  40  44  48  49  51
  1   2   3   4   5   6  10  11  14  15  16  17  20  23  24  26  29  30  31  39  42  43  45  46  51
  1   3   4   5   8   9  10  12  14  16  17  18  21  22  23  25  26  28  32  33  37  41  45  46  50
  1   2   5   7   8   9  11  13  16  17  20  21  23  25  26  29  31  34  35  38  41  43  47  49  50
  5   6   8  10  11  18  21  22  23  24  26  27  28  29  34  35  37  38  39  40  42  45  47  50  51
  2   3   5   6   7  13  14  17  19  22  24  25  26  27  32  34  35  37  41  43  44  45  46  47  51
  2   4   5   6   7   8   9  11  12  15  17  18  20  25  27  29  30  32  33  34  35  37  40  42  46
  1   3   4   5   9  12  13  15  20  22  24  25  26  27  28  30  34  36  38  42  46  47  49  50  51
  1   2   5   7   8  13  14  15  18  19  20  22  23  24  28  29  33  37  39  41  42  46  47  48  49
  5   6   8  11  12  13  15  16  17  19  20  21  24  25  28  32  36  37  39  42  43  44  45  49  50
  1   4   8   9  10  12  13  14  15  17  19  24  26  27  29  31  35  37  38  40  41  42  44  45  49
  1   2   4   5   6   7   8   9  11  14  19  21  22  24  28  30  31  32  33  35  36  38  45  49  51
  6   7   8  10  11  13  14  15  17  20  22  25  26  28  30  31  33  38  40  44  45  46  47  48  50
  2   3   5   7   8  15  16  17  18  21  26  27  28  30  31  36  37  38  39  40  41  44  46  49  51
  2   4   5   6   8  11  12  13  14  16  18  19  22  23  26  27  30  31  34  36  41  42  44  48  50
```

## Inzidenzmatrix
Dies ist eine Darstellung der Inzidenzmatrix dieses Blockplans; zum Verständnis dieser Matrix siehe diese Veranschaulichung
- Lösung 1

```
O O O . O . . . O . O O O O . . O . . . . . O . . . . O O O . O . O . O O O O O . . . O O . O O . . .
O O O . . . O O . . . O . O . O . . O O O O . . O . O . O O . . . . . . O O . O . O O . O . . O . O O
O O O . . O O . O O . . O . . O O O O . . . O O O . O O . O . . O . O . . O O . . O . O . . . . . O .
. . . O O . O O O O . O . . . . . O O O . . O O O O . . . O O O . . . . O O O . . . O O . . O O . . O
O . . O O . O . O . O . O . O O . O . . . O . . . . . . . . . O . . O . . O O O O O O O O O . O . O O
. . O . . O . O O O O . O . . O . . O . . . . . . O . O O O . O O O . . O O . . O O O . . O . O O . O
. O O O O . O . . O . . O . . . . . . O . . O . . O O O . . O O O . O O O . . O . O O . O . . O O O .
. O . O . O . O O . . O O . . . O . . . O . O O . . O . . O . . O . . . . . O O O . O . O O O O O O O
O . O O O O . O O . . . . O O O . . O O O . . . . O O O . . . . O O O . . . O O . . O O . . O O . . .
. . O O . O O . . O O O O O O O . . . O O O O . . . O . . O . O . . O . O O O . O . . . . . O . O . .
O . . . O O . . . O O O . O . . O O O O . . O . O . O O . . . . . . O O . O . O O . O . . O . O O . O
O O . O . . . O . O O O O . . O . . . . . O . . O . O O O . O . O . O O O . O . . . O O . O O . . . O
O . O . O O O O . O . O . . O . O . . . . O . O . O . O . O . . . . O . O . . O . O . O O O O . O . O
O O . . . . . . O O O . . . O . . . O O O O O O . O . . O . . . O . O O . O O . . O . . O . O O O . O
. . . . O . . . O O . . O O . O O . . O O O . O O O O O O . . O . . . . . O . . . . O O O O O . O O .
. O O . O O . . O O . O . . O . . O . . O O . . O O O . . . . O O O . O O O O O . . . . . O . . . O O
O . O . . . . O . . O . O . O . . O . O O . O O O . . O . . O . . O . . O O O O . O O . . O O . O O .
. . O O O . . . . . O . . . . O O . O . O O O O O O . O . O . . . O O O O . O . O . O . O . . . . O O
. O O O . O . . O . O . . O . . . O . O . O . O O . O O . O O O . O O . . . . . . O . . O O O O . . O
. O . O . . O . O O O . . O O . O . O . O . . . O . . . . O O . O O O . O O . O . . O O O O . . O . .
. O . . . . . O O O . . . O O O O O . O . O O . . O . O O O O . . . O . O . O O O . . . . O . O . O .
. O . . O . . . . O . O O O O O . O O . O . . O . . O O . . O . . O . . O . O . O O . O O . . O O . O
O . O O . . O O . O O . . O . . O O . . O . . O . O O O O . O O O . . . . O O O O . . . O . . . . . O
. . O O . . . O . . . . O O O . O O O . . O O . O O O . . . . . O . . O O O . . O O . O O O O O . . .
. O O O . . . . . . O O . . O O O O O O . . . O . O O . O O . O . . . O . . O O . O O O . O . . O . .
. . . O . O O . O . . . . . . . O . O O . O . . . . O O O . O . . O . O O O O O O O . O . . O . O O O
. O O . . . O O O O O O O O . . O O . O O . . . . O . . . . . . . O O O . . . . O O O O . . O . . O O
O . O . . O O . O . O O . O . O . . . O . . . O O O . . . . O . O . . O O . O . O . . O O O . O O O .
O O . . . O . . . . . O O . . O O O O O . O . O . O . . . . O O O O O . O O . O O . O . O . O . . . .
O O O O . O . O . O . . . O O O O . . . . O O O . . . . . . O O . O . O . O . . . . O O . . . O O O O
. . . O . . O . . . . O O O O O . O . . . . . O O O . O O O . . O O O O . O . O . . . . . . O O O O O
O . . O O O O . . O . . O O . . O O . O O O . O . . . . O O . . O O . O O . O . . O O . . O . O . . .
. . O . . O O O O . . O O . O . O O O . O O . . O . . O O . O O . . O O . . O . . . O . O . . O O . .
O . . . . O . . O . . . O O O . . . . . O . O O O O O . O O O O . . O O O . . O O O O O . . . . . . O
. . O . O . O . O O O O . . O O O . . . . O O O O . O . O . O . O O . . . . . O O O O . . . O O . . .
O . . . . . O . . . O O O . O . O . O O O O O . . O O O . O O O O O . . . . . . . . . O . O . O . O O
O O . O . O O . . O . O . O O . . . O . . . O . O O . O O . . O . O . . . . O . O O O . O O O . . O .
O O O O O O . . . O O . O . . . . O O . O O . . O O . . O O O . . . . . . . . O O . . O . . O O O O .
O . O O O . . O O O . O O . O . . . O O . . . O . . O . O O O . . O O O . O . . O . . . O O . . . O .
O O . . O . O O O . O . . O O . . O O . . O . O . . O O . O . O O . . O O . . . O . O . . . O . O O .
. . . . O O . O . O O . O O O O O . O O . . . . O . . . . O O O O . . O . . O O . O . . O . O . . O O
. O O . O O O . . . . . . . O O . O . O O . O . . . . O O O O . O . . O . O . . O . O O O O O . . . O
. O . O O O O O O . O O O O . O . . O . O O O O . O . O . . O . . . . O . O . O . O . . . O . . . . .
O . O O O . . . O . . O . O . O O O O . O . O . . . . . O . O O O . O . O . . . . O . . . O O . O O O
O O . . O . O O . . . . . . . O O . . . O . . . O O O . . O O O . O O O . O O . O O . . . O O O O . .
. . . . O O . O . . O O . O . . . O . . . O O . . O O . O O O . O O O . . O O . . O O O O . . . O O .
O . . O . . . O O O . O . . . O . O . O O O O . O . . O . O . O O O . O . . . O O O . O O . . . O . .
O O . O O O O O O . O . O . O O O O . O . . O . O O O . O . . . . O . . O . . . . . . . O . . . O . O
. . . . . O O O . O O . . . . O . O O . O . O O . . O . O . . O . O O O O . . O . . . O O O O O . O .
. O O . O . O O . . . . O O . . . . O O . O O O O . . . O . . O O O O . . . O O O . . O . O . . O . O
. O . O O O . O . . O O . . O . O . . O O . . O O . . O O . . O O . O . O O . . O O . O . . . O . O .
```

- Lösung 2

```
O O O . O . . . O . O O O O . . O . . . . . O . . . . O O O . O . O . O O O O O . . . O O . O O . . .
O O O . . . O O . . . O . O . O . . O O O O . . O . O . O O . . . . . . O O . O . O O . O . . O . O O
O O O . . O O . O O . . O . . O O O O . . . O O O . O O . O . . O . O . . O O . . O . O . . . . . O .
. . . O O . O O O O . O . . . . . O O O . . O O O O . . . O O O . . . . O O O . . . O O . . O O . . O
O . . O O . O . O . O . O . O O . O . . . O . . . . . . . . . O . . O . . O O O O O O O O O . O . O O
. . O . . O . O O O O . O . . O . . O . . . . . . O . O O O . O O O . . O O . . O O O . . O . O O . O
. O O O O . O . . O . . O . . . . . . O . . O . . O O O . . O O O . O O O . . O . O O . O . . O O O .
. O . O . O . O O . . O O . . . O . . . O . O O . . O . . O . . O . . . . . O O O . O . O O O O O O O
O . O O O O . O O . . . . O O O . . O O O . . . . O O O . . . . O O O . . . O O . . O O . . O O . . .
. . O O . O O . . O O O O O O O . . . O O O O . . . O . . O . O . . O . O O O . O . . . . . O . O . .
O . . . O O . . . O O O . O . . O O O O . . O . O . O O . . . . . . O O . O . O O . O . . O . O O . O
O O . O . . . O . O O O O . . O . . . . . O . . O . O O O . O . O . O O O . O . . . O O . O O . . . O
O . O . O O O O . O . O . . O . O . . . . O . O . . O . O . O O O O . O . O O . O . O . . . . O . O .
O O . . . . . . O O O . . . O . . . O O O O O O . . O O . O O O . O . . O . . O O . O O . O . . . O .
. . . . O . . . O O . . O O . O O . . O O O . O O . . . . O O . O O O O O . O O O O . . . . . O . . O
. O O . O O . . O O . O . . O . . O . . O O . . O . . O O O O . . . O . . . . . O O O O O . O O O . .
O . O . . . . O . . O . O . O . . O . O O . O O O O O . O O . O O . O O . . . . O . . O O . . O . . O
. . O O O . . . . . O . . . . O O . O . O O O O O . O . O . O O O . . . . O . O . O . O . O O O O . .
. O O O . O . . O . O . . O . . . O . O . O . O O O . . O . . . O . . O O O O O O . O O . . . . O O .
. O . O . . O . O O O . . O O . O . O . O . . . O O O O O . . O . . . O . . O . O O . . . . O O . O O
. O . . . . . O O O . . . O O O O O . O . O O . . . O . . . . O O O . O . O . . . O O O O . O . O . O
. O . . O . . . . O . O O O O O . O O . O . . O . O . . O O . O O . O O . O . O . . O . . O O . . O .
O . O O . . O O . O O . . O . . O O . . O . . O . . . . . O . . . O O O O . . . . O O O . O O O O O .
. . O O . . . O . . . . O O O . O O O . . O O . O . . O O O O O . O O . . . O O . . O . . . . . O O O
. O O O . . . . . . O O . . O O O O O O . . . O . . . O . . O . O O O . O O . . O . . . O . O O . O O
. . . O . O O . O . . . O O O O . O . . O . O O O . O O O . O . . O . O O O . . . . O . O O . O . . .
. O O . . . O O O O O O . . O O . . O . . O O O O O . . . . . . . O O O . . O O . . . . O O . O O . .
O . O . . O O . O . O O O . O . O O O . O O O . . O . . . . O . O . . O O . . O . O O . . . O . . . O
O O . . . O . . . . . O . O O . . . . . O . O . O O . . . . O O O O O . O O O . . O . O . O . O O O O
O O O O . O . O . O . . O . . . . O O O O . . . O . . . . . O O . O . O . O O O O O . . O O O . . . .
. . . O . . O . . . . O . . . . O . O O O O O . . O . O O O . . O O O O . O O . O O O O O O . . . . .
O . . O O O O . . O . . . . O O . . O . . . O . O . . . O O . . O O . O O . . O O . . O O . O . O O O
. . O . . O O O O . . O . O . O . . . O . . O O . . . O O . O O . . O O . . . O O O . O . O O . . O O
O . . . . O . . O . . . . . . O O O O O . O . . . O O . O O O O . . O O O . O . . . . . O O O O O O .
. . O . O . O . O O O O O O . . . O O O O . . . . . O . O . O . O O . . . . O . . . . O O O . . O O O
O . . . . . O . . . O O . O . O . O . . . . . O O O O O . O O O O O . . . . O O O O O . O . O . O . .
O O . O . O O . . O . O O . . O O O . O O O . O . O . O O . . O . O . . . . . O . . . O . . . O O . O
O O O O O O . . . O O . . O O O O . . O . . O O . O . . O O O . . . . . . . O . . O O . O O . . . . O
O . O O O . . O O O . O . O . O O O . . O O O . O O . O . . . O O . . . O . . . O . . . O O . . . O .
O O . . O . O O O . O . O . . O O . . O O . O . O O . . O . O . . O O . . O . . O . O . . . O . O O .
. . . . O O . O . O O . . . . . . O . . O O O O . O O O O . . . . O O . O O O O . O . . O . O . . O O
. O O . O O O . . . . . O O . . O . O . . O . O O O O . . . . O . O O . O . . . O . O O O O O . . . O
. O . O O O O O O . O O . . O . O O . O . . . . O . O . O O . O O O O . O . . O . O . . . O . . . . .
O . O O O . . . O . . O O . O . . . . O . O . O O O O O . O . . . O . O . O . . . O . . . O O . O O O
O O . . O . O O . . . . O O O . . O O O . O O O . . . O O . . . O . . . O . O . O O . . . O O O O . .
. . . . O O . O . . O O O . O O O . O O O . . O O . . O . . . O . . . O O . O . . O O O O . . . O O .
O . . O . . . O O O . O O O O . O . O . . . . O . O O . O . O . . . O . O O . O O O . O O . . . O . .
O O . O O O O O O . O . . O . . . . O . O O . O . . . O . O O O O . O O . O . . . . . . O . . . O . O
. . . . . O O O . O O . O O O . O . . O . O . . O O . O . O O . O . . . . O . O . . . O O O O O . O .
. O O . O . O O . . . . . . O O O O . . O . . . . O O O . O O . . . . O O O O O O . . O . O . . O . O
. O . O O O . O . . O O O O . O . O O . . O O . . O O . . O O . . O . O . . . . O O . O . . . O . O .
```

## Oval
Ein Oval des Blockplans ist eine Menge seiner Punkte, von welcher keine drei auf einem Block liegen. Hier sind sämtliche Ovale maximaler Ordnung dieses Blockplans:
- Lösung 1 (sämtliche Ovale)

```
 13  26  39
```

- Lösung 2 (sämtliche Ovale)

```
 13  26  39
```